# Jimmy Liao
Jimmy Liao (en xinès: 廖福彬, 15 de novembre de 1958) és un il·lustrador i escriptor d'àlbums il·lustrats taiwanès. El nom Jimmy és el seu primer nom anglès que ha adoptat del seu pseudònim xinès 幾米.

## Biografia
Després de graduar-se en art a la Universitat de Cultura Xinesa, Liao va treballar durant 20 anys a una agència publicitària, i més tard com a il·lustrador per diaris i revistes. El 1995 Liao va superar una leucèmia i va decidir dedicar-se exclusivament al seu art.
L'any 1998 es van publicar a Taiwan els seus àlbums Secrets in the forest (森林裡的秘密) i A fish with a smile (微笑的魚). Tots dos llibres van aconseguir nombrosos guardons literaris i molts diaris taiwanesos, com The China Times, Min Sheng Bao i United Daily News van considerar-los els millors llibres infantils de l'any. L'àlbum A Chance of Sunshine o Turn Left, Turn Right (向左走, 向右走), publicat el 1999, va ser triat un dels deu llibres més influents per la cadena de llibreries taiwanesa Kingstones. A Catalunya, el Gremi d'Editors va atorgar l'any 2010 el Premi Llibreter en la categoria d'àlbum il·lustrat a The starry starry night de Liao.
Els llibres de Jimmy Liao s'han traduït a dotzenes de llengües i es venen a tot el món. Els seus àlbums també s'han adaptat al teatre, el cinema, la televisió i l'animació. Per exemple, A fish with a smile va ser guardonat l'any 2006 amb el Premi Especial al Millor Curtmetratge d'Animació del Festival Internacional de Cinema de Berlín. Molts dels protagonistes dels seus llibres s'han convertit en ninos i imatge d'altres productes autoritzats.
Els dibuixos de Liao es caracteritzen pels colors cridaners i atrevits, i la representació de figures centrals que sovint semblen petites al primer pla, suggerint el punt de vista d'un nen en el món molt gran, de vegades sinistre o que suggereixen soledat.